# Massa de Júpiter
A massa de Júpiter, é a unidade de massa igual à massa total do planeta Júpiter. Este valor pode se referir apenas à massa do planeta, ou à massa de todo o sistema, incluindo as luas de Júpiter. Júpiter é de longe o planeta de maior massa do Sistema Solar. Tem aproximadamente 2.5 vezes a massa de todos os outros planetas do Sistema Solar combinados.
A massa de Júpiter é uma unidade comum de massa na astronomia que é usada para indicar as massas de outros objetos de tamanhos semelhantes, incluindo os planetas externos do Sistema Solar e exoplanetas. Também pode ser usado para descrever as massas das anãs marrons, pois esta unidade fornece uma escala conveniente para comparação.

## Melhores estimativas atuais
O valor mais conhecido atual para a massa de Júpiter pode ser expresso como 1898130 yottagramas:
{\displaystyle M_{\mathrm {J} }=(1.89813\pm 0.00019)\times 10^{27}{\text{ kg}},}
que é sobre 1⁄1000 tão massivo quanto o sol (é sobre 0.1% M☉):
{\displaystyle M_{\mathrm {J} }={\frac {1}{1047.348644\pm 0.000017}}M_{\odot }\approx (9.547919\pm 0.000002)\times 10^{-4}M_{\odot }.}
Júpiter tem 318 vezes a massa da Terra:
{\displaystyle M_{\mathrm {J} }=3.1782838\times 10^{2}M_{\oplus }.}

## Contexto e implicações
A massa de Júpiter é 2.5 vezes a de todos os outros planetas do Sistema Solar combinados, isso é tão massivo que seu baricentro com o Sol fica além da superfície do Sol a 1.068 raios solares do centro do Sol.
Como a massa de Júpiter é muito grande em comparação com os outros objetos do Sistema Solar, os efeitos de sua gravidade devem ser incluídos no cálculo das trajetórias dos satélites e das órbitas precisas de outros corpos no Sistema Solar, incluindo a Lua da Terra e até mesmo Plutão.
Modelos teóricos indicam que se Júpiter tivesse muito mais massa do que tem atualmente, sua atmosfera entraria em colapso e o planeta encolheria. Para pequenas mudanças na massa, o raio não mudaria apreciavelmente, mas acima de cerca de 500 MTerra (1.6 massas de Júpiter), o interior se tornaria muito mais comprimido sob o aumento da pressão que seu volume diminuiria apesar do aumento da quantidade de matéria. Como resultado, acredita-se que Júpiter tenha o diâmetro quase tão grande quanto um planeta com sua composição e história evolutiva pode atingir. O processo de encolhimento adicional com o aumento da massa continuaria até que uma ignição estelar apreciável fosse alcançada, como nas anãs marrons de alta massa com cerca de 50 massas de Júpiter. Júpiter precisaria ter cerca de 75 vezes mais massa para fundir o hidrogênio e se tornar uma estrela.

## Constante gravitacional
A massa de Júpiter é derivada do valor medido chamado parâmetro de massa de Júpiter, que é denotado com GMJ. A massa de Júpiter é calculada dividindo GMJ pela constante G. Para corpos celestes como Júpiter, Terra e o Sol, o valor do produto GM é conhecido por muitas ordens de magnitude com mais precisão do que qualquer fator independentemente. A precisão limitada disponível para G limita a incerteza da massa derivada. Por esse motivo, os astrônomos geralmente preferem se referir ao parâmetro gravitacional, ao invés da massa explícita. Os produtos GM são usados para calcular a proporção da massa de Júpiter em relação a outros objetos.
Em 2015, a União Astronômica Internacional definiu o parâmetro de massa nominal de Júpiter para permanecer constante, independentemente das melhorias subsequentes na precisão da medição de MJ. Esta constante é definida exatamente como
{\displaystyle ({\mathcal {GM}})_{\mathrm {J} }^{\mathrm {N} }=1.266\,8653\times 10^{17}{\text{ m}}^{3}/{\text{s}}^{2}}
Se a massa explícita de Júpiter é necessária em unidades SI, ela pode ser calculada em termos da constante gravitacional, G, dividindo GM por G.

## Composição de massa
A maior parte da massa de Júpiter é hidrogênio e hélio. Esses dois elementos constituem mais de 87% da massa total de Júpiter. A massa total dos elementos pesados, exceto hidrogênio e hélio, no planeta está entre 11 e 45 MTerra. A maior parte do hidrogênio em Júpiter é hidrogênio sólido. As evidências sugerem que Júpiter contém um núcleo denso central. Nesse caso, a massa do núcleo não é maior do que cerca de 12 MTerra. A massa exata do núcleo é incerta devido ao conhecimento relativamente pobre do comportamento do hidrogênio sólido a pressões muito altas.

## Massa relativa
| Objeto      | MJ / Mobjeto      | Mobjeto / MJ    | Ref           |
| ----------- | ----------------- | --------------- | ------------- |
| Sol         | 9.547919(15)×10−4 | 1047.348644(17) | [ 3 ]         |
| Terra       | 317.82838         | 0.0031463520    | [ 13 ]        |
| Júpiter     | 1                 | 1               | por definição |
| Saturno     | 3.3397683         | 0.29942197      | [ note 1 ]    |
| Urano       | 21.867552         | 0.045729856     | [ note 1 ]    |
| Netuno      | 18.53467          | 0.05395295      | [ note 1 ]    |
| Gliese 229B |                   | 21–52.4         | [ 14 ]        |
| 51 Pegasi b |                   | 0.472±0.039     | [ 15 ]        |